# Newry-Islands-Nationalpark
Der Newry-Islands-Nationalpark (engl.: Newry Islands National Park) ist ein Nationalpark im Osten des australischen Bundesstaates Queensland. Er liegt 847 Kilometer nordwestlich von Brisbane und 45 Kilometer nordnordwestlich von Mackay.
Zum Nationalpark gehören acht Inseln. Neben der Hauptinsel Newry Island sind dies Rabbit Island, Outer Newry Island, Acacia Island, Mausoleum Island, North Red Cliff Island, South Red Cliff Island und Rocky Island. Alle Inseln gehören zum  UNESCO-Weltnaturerbe Great Barrier Reef.
In der Umgebung liegen die Nationalparks Smith Islands, Repulse Islands und Brampton Islands.

## Geschichte
Auf Newry Island gab es eines der ersten Ferienresorts auf den Inseln der Gegend. Es war von Beginn der 1920er Jahre bis 2001 in Betrieb.

## Landesnatur
Die kleinen Inseln sind von lichtem Wald und dichtem tropischen Regenwald bedeckt, nahe der Küste findet man perlenweiße Sandstrände und felsige Kaps.

## Einrichtungen
Es gibt etliche angelegte Zeltplätze, für die aber Reservationen notwendig sind. Picknickplätze sind auf Newry Island, Outer Newry Island und Rabbit Island. Sie sind mit Toiletten, Picknicktischen und Schutzdächern versehen. Auf Newry Island und Outer Newry Island sind offene Feuer verboten.
Die Inseln sind nur mit privaten Booten erreichbar. Ein Slipway befindet sich bei Seaforth.